# 朱元乡
朱元乡，是中华人民共和国四川省巴中市通江县曾经下辖的一个乡。2020年5月，撤销朱元乡，将其所属行政区域划归铁溪镇管辖。

## 行政区划
朱元乡撤销前下辖以下地区：
朱元村、木关坝村、唐家湾村和肖家河村。